# Coven, one placement
Coven, one placement er en dansk eksperimentalfilm fra 1996, der er instrueret af Agneta Werner.

## Handling
Eksperimental video med billeder og lyd. En Super-8 film i farve som gentages fire gange, deles op i fire 'elementer', afbrudt af sort/hvid still-billeder og tekstfragmenter, danner sammen med lyd og fragmenter af numre - en historie.